# NGC 3988
NGC 3988 је елиптична галаксија у сазвежђу Лав која се налази на NGC листи објеката дубоког неба.
Деклинација објекта је + 27° 52' 41" а ректасцензија 11h 57m 24,2s. Привидна величина (магнитуда) објекта NGC 3988 износи 13,6 а фотографска магнитуда 14,6. NGC 3988 је још познат и под ознакама MCG 5-28-57, CGCG 157-61, NPM1G +28.0211, PGC 37609.